# Rusjaci
Rusjaci (makedonska: Русјаци) är en ort i Nordmakedonien. Den ligger i kommunen Makedonski Brod, i den centrala delen av landet, 60 kilometer söder om huvudstaden Skopje. Rusjaci ligger 665 meter över havet och antalet invånare är 138.